# Draba cuspidata
Draba cuspidata är en korsblommig växtart som beskrevs av Friedrich August Marschall von Bieberstein. Draba cuspidata ingår i släktet drabor, och familjen korsblommiga växter. Inga underarter finns listade i Catalogue of Life.

## Bildgalleri

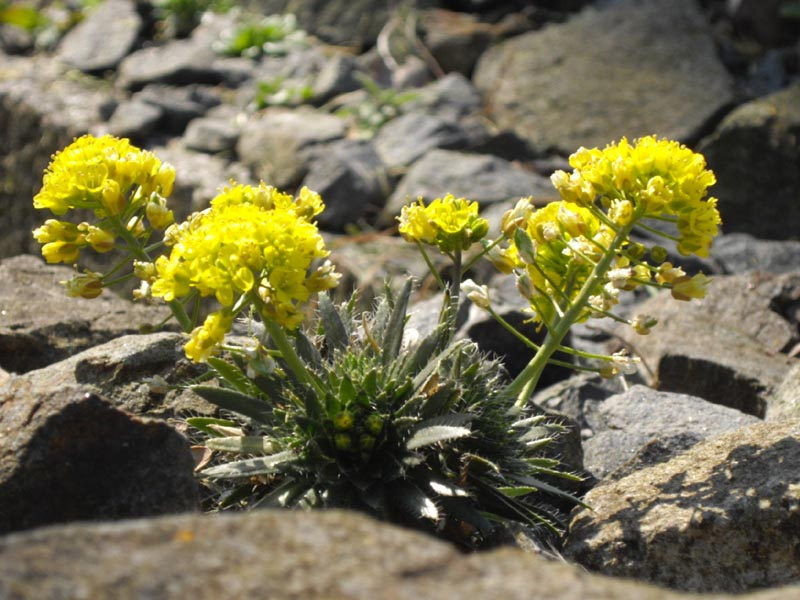
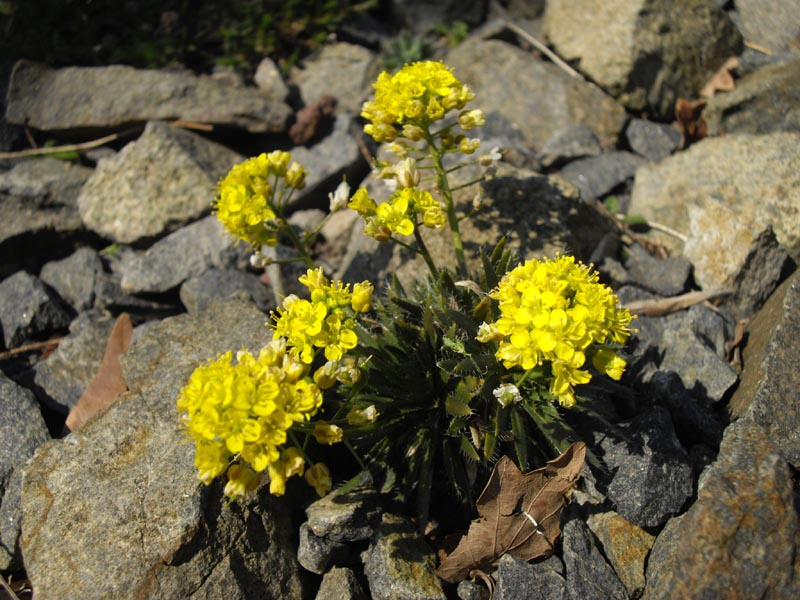
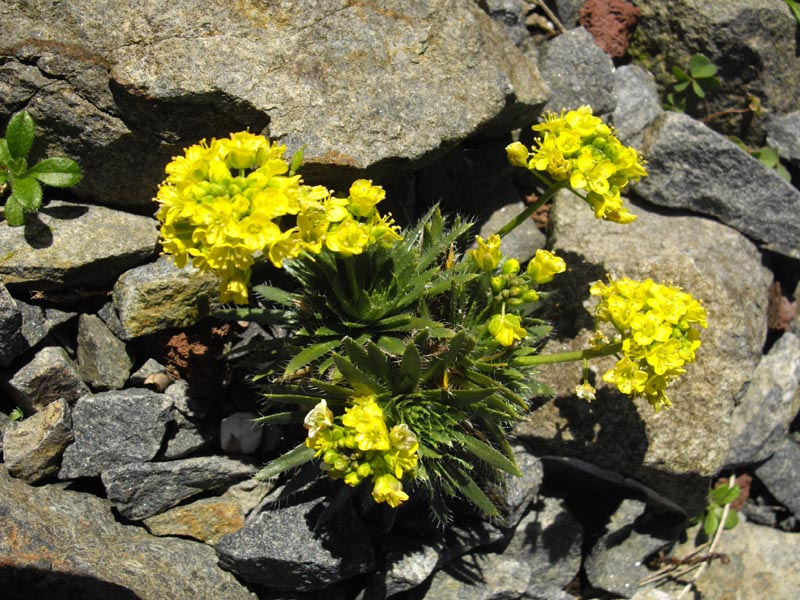